# 2007년 대한민국의 영화
다음은 2007년에 대한민국의 영화에 관한 서술한다.

## 박스 오피스
2007년 대한민국 내에서 개봉한 영화를 대상으로 한 대한민국 박스오피스 순위이다.
| 순위 | 제목                               | 개봉일자  | 관객수 (명) | 비고 |
| ---- | ---------------------------------- | --------- | ----------- | ---- |
| 1    | 《디워》                           | 8월 1일   | 8,426,973   |      |
| 2    | 《트랜스포머》                     | 6월 28일  | 7,440,531   |      |
| 3    | 《화려한 휴가》                    | 7월 25일  | 7,307,993   |      |
| 4    | 《캐리비안의 해적: 세상의 끝에서》 | 5월 23일  | 4,966,571   |      |
| 5    | 《스파이더맨 3》                   | 5월 1일   | 4,935,660   |      |
| 6    | 《해리포터와 불사조 기사단》       | 7월 11일  | 3,475,000   |      |
| 7    | 《다이하드 4 죽어도 산다》         | 7월 17일  | 3,380,800   |      |
| 8    | 《 그놈 목소리》                   | 2월 1일   | 3,143,247   |      |
| 9    | 《미녀는 괴로워》                  | 12월 14일 | 3,057,632   |      |
| 10   | 《식객》                           | 11월 1일  | 3,037,690   |      |

## 이벤트 및 수상
- 제8회 전주국제영화제
- 제43회 백상예술대상
- 제11회 부천국제판타스틱영화제
- 제12회 부산국제영화제
- 제43회 대종상 영화제
- 제27회 한국영화평론가협회상
- 제28회 청룡영화상
- 제30회 황금촬영상
- 제6회 대한민국 영화대상
- 제15회 이천춘사대상영화제

## 같이 보기
- 2007년 영화
- 대한민국의 영화